# Erzbischöfliches Sommerpalais (Bratislava)

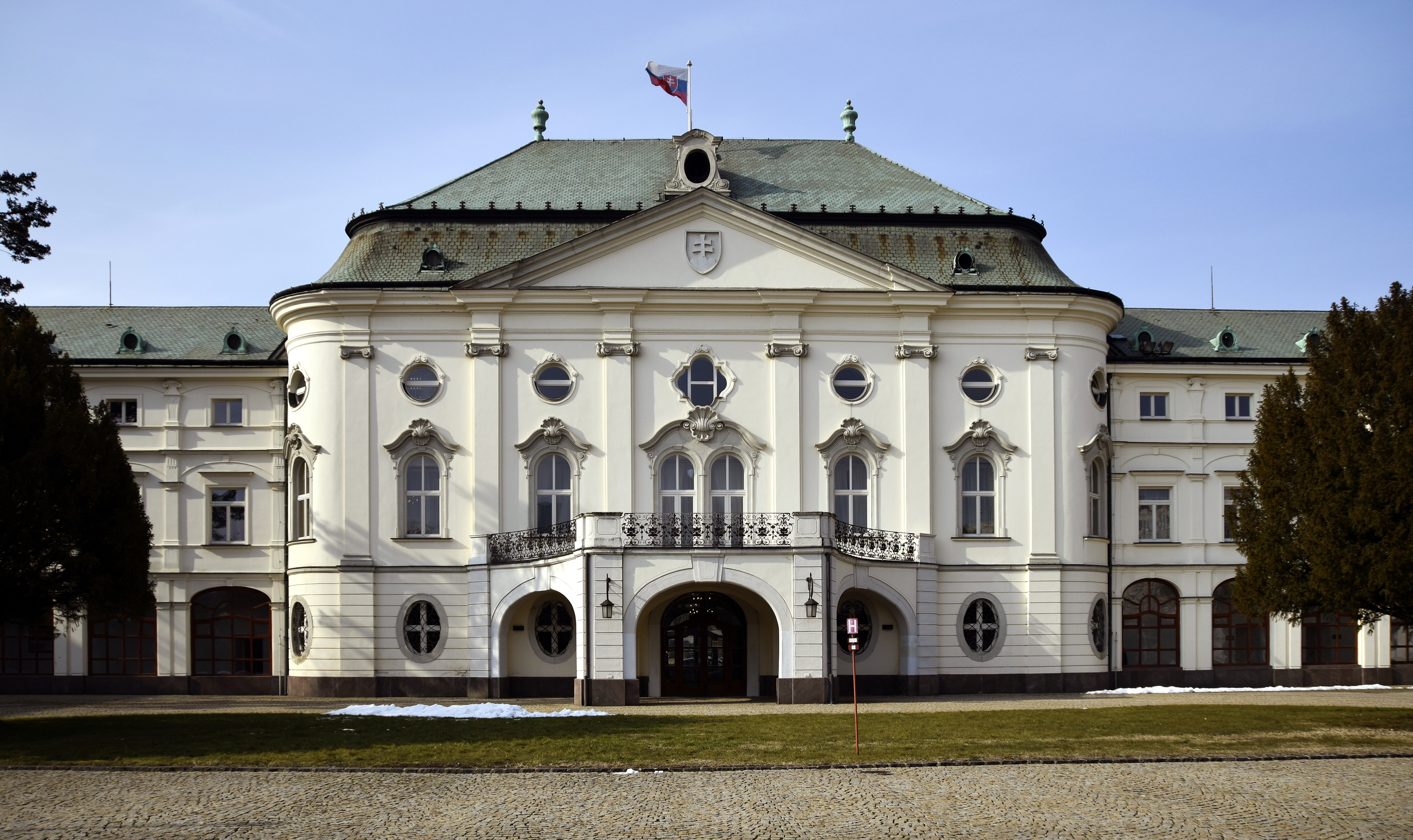
Das Erzbischöfliche Sommerpalais

Das Erzbischöfliche Sommerpalais (slowakisch Letný arcibiskupský palác) ist ein Barockbau in Bratislava. Es ist der Amtssitz des slowakischen Premierministers und liegt nördlich der Altstadt in der Nähe des Palais Grassalkovich, auf der Westseite des Freiheitsplatzes.

## Geschichte
Das Palais wurde 1614 durch den Primas Ferenc Forgách als dreiflügeliger Renaissance-Sommersitz des ungarischen Erzbischofs errichtet, da Gran im Jahre 1543 durch die Osmanen besetzt worden war. Der österreichische Architekt Franz Anton Hillebrandt baute das Gebäude in den Jahren 1761 bis 1765 in ein Barockpalais mit Rokoko-Dekorationen und Zäunen um. Im Garten des Hauses hatte der Wiener Bildhauer Georg Raphael Donner seine Werkstatt.
Nach der Rückverlegung des Erzbischofssitzes von Pressburg nach Gran verwahrloste das Palais mit dem Palaisgarten und vielen Dekorationen und Statuen zusehends, ab 1859 wurde es dann bis 1939 als Krankenhaus verwendet. Danach folgte ein Umbau zum Außenministerium der Ersten Slowakischen Republik und nach dem Ende des Zweiten Weltkrieges war es der Sitz der Regierung der Slowakischen Sozialistischen Republik.
Seit den 1990er Jahren ist das renovierte Palais mit englischem Park Sitz des slowakischen Premierministers.